# ФК Пљевља
ФК Пљевља, црногорски је фудбалски клуб из Пљеваља, основан 1997. године и тренутно се такмичи у Трећој лиги Црне Горе, у Сјеверној регији. Пљевља су Сјеверну регију освојила четири пута, по чему су рекордери, док су куп Сјеверне регије освојили три пута. Пљевља су играла у Другој лиги Црне Горе у сезони 2010/11, када су завршили на последњем мјесту на табели. Близу пласмана у Другу лигу били су и у сезонама 2011/12, када су им поништене прве двије утакмице, због недозвољеног наступа Миливоја Мрдака, у сезони 2012/13, Пљевља су у баражу за пласман у Другу лигу имала исти број бодова као Ком и Цетиње, али су имали најлошију гол разлику и нису успјели да се пласирају у Другу лигу. Након три године паузе, у сезони 2016/17, освојили су титулу првака Сјеверне регије, док су у баражу за пласман у Другу лигу за сезону 2017/18. завршили са истим бројем бодова као Младост Љешкопоље и Арсенал, али су још једном имали најлошију гол разлику и нису се пласирали у Другу лигу.
У оквиру сезоне 2016/17, пријетили су иступањем из лиге, због, како су навели, нерегуларних услова усмјерених против ФК Пљевља.

## Резултати у такмичењима у Црној Гори
| Сезона   | Степен | Лига                | Бр.екипа  | Позиција  | Куп             |
| -------- | ------ | ------------------- | --------- | --------- | --------------- |
| 2006/07. | 3      | Трећа лига — Сјевер | 7         | 3. мјесто | Није учествовао |
| 2007/08. | 3      | Трећа лига — Сјевер | 7         | 2. мјесто | Није учествовао |
| 2008/09. | 3      | Трећа лига — Сјевер | 9         | 2 мјесто  | Прво коло       |
| 2009/10. | 3      | Трећа лига — Сјевер | Непознато | 1. мјесто | Прво коло       |
| 2010/11. | 2      | Друга лига          | 12        | 12 мјесто | Осмина финала   |
| 2011/12. | 3      | Трећа лига — Сјевер | Непознато | 1. мјесто | Није учествовао |
| 2012/13. | 3      | Трећа лига — Сјевер | Непознато | 1. мјесто | Осмина финала   |
| 2013/14. | 3      | Трећа лига — Сјевер | Непознато | 2. мјесто | Није учествовао |
| 2014/15. | 3      | Трећа лига — Сјевер | Непознато | 2. мјесто | Осмина финала   |
| 2015/16. | 3      | Трећа лига — Сјевер | 8         | 2. мјесто | Није учествовао |
| 2016/17. | 3      | Трећа лига — Сјевер | 9         | 1. мјесто | Није учествовао |
| 2017/18. | 3      | Трећа лига — Сјевер | 10        | 4. мјесто | Прво коло       |
| 2018/19. | 3      | Трећа лига — Сјевер | 10        | 5. мјесто | Није учествовао |
| 2019/20. | 3      | Трећа лига — Сјевер | 8         | 7. мјесто |                 |
| 2020/21. | 3      | Трећа лига — Сјевер | 8         | 4. мјесто |                 |
| 2021/22. | 3      | Трећа лига — Сјевер | 8         | 4. мјесто |                 |
| 2022/23. | 3      | Трећа лига — Сјевер | 9         | 2. мјесто |                 |
| 2023/24. | 3      | Трећа лига — Сјевер | 9         | 3. мјесто |                 |
| 2024/25. | 3      | Трећа лига — Сјевер | 9         | 5. мјесто |                 |

## Успјеси
| Трећа лига Црне Горе | Првак | 4 | 2009/10, 2011/12, 2012/13, 2016/17 |